# 翅果藤生针壳炱
翅果藤生针壳炱（学名：Irenopsis byttneriicola）是属于小煤炱目小煤炱科针壳炱属的一种真菌，寄生在梧桐科植物上。该种分布于中国、印度尼西亚、塞拉利昂。